# Parafia Przemienienia Pańskiego w Bysławiu
Parafia Przemienienia Pańskiego w Bysławiu – parafia rzymskokatolicka, znajdująca się w diecezji pelplińskiej, w dekanacie Lubiewo.

## Kalendarium
- przed 1325 - utworzono parafię obejmującą m.in. Cekcyn i Lubiewo, wydzielając ją z parafii w Serocku
- 1325 - pierwsza wzmianka o parafii z okazji złożenia świętopietrza.
- 1344 - wydzielenie parafii w Lubiewie (w XIV w. wydzielono również parafię w Cekcynie)
- 1379 - dokument lokacyjny dla Bysławia mówi o uposażeniu probostwa 5 włókami
- XIV w. - powstanie kościoła
- 1583 - kościół występował pod wezwaniem Wszystkich Świętych. Tutejsza parafia obejmowała Bysławek, Minikowo i Wełpin. Przyłączenie parafii Cekcyn (reaktywowanej 7 XI 1850)
- 27 stycznia 1856 - założenie Bractwa 5 Ran Pana Jezusa
- 31 maja 1863 - zostało założone Bractwo Różańcowe
- 1886 - rozpoczęto budowę obecnego kościoła murowanego, stary kościół rozebrano najpóźniej w tym roku
- 1888 - ukończenie budowy kościoła; 13 marca benedykcja kościoła przez ks. dziekana Nelkego
- 1908 - gruntowna renowacja kościoła
- 1928 - w parafii mieszkało 3608 osób: 3294 katolików Polaków, 18 katolików Niemców, 1 Polak niekatolik, 292 Niemców niekatolików, 3 żydów. Do komunii przystępowało 2370 wiernych.
- 1928 - istniało Stowarzyszenie Młodzieży w Płazowie
- 1945 - przejęcie dawnego kościoła ewangelickiego w Iwcu jako świątyni filialnej.
- 1 lipca 1971 - wydzielenie parafii w Iwcu (dekret z 28.06.1971)
- 1992 - po 25 marca parafia została podporządkowana dekanatowi Lubiewo

## Lista proboszczów
- do 1708 ks. Jerzy Pilarski
- 1712-1729 ks. Piotr Piechowski
- 1729-17?? ks. Antoni Jezierski
- 1733-1749 ks. Michał Poćwiardowski
- 1752-1766 ks. Paweł Żmuda-Trzebiatowski
- 1776-1788 ks. Andrzej Węsierski
- 17??-1798 ks. Wojciech Schreder
- 1798-1810 ks. Feliks Synakiewicz
- 1811-1812 ks. Podjaski (komendariusz)
- 1814-1816 ks. Józef Pozorski Józef
- 1824-1837 ks. Ignacy Chmielecki Ignacy
- 1920-1928 ks. Józef Rosentreter
- 19??-1939 ks. Piotr Sosnowski
- 1946-19?? ks. Walerian Labenz (administrator)
- 1948-1989 ks. Stefan Krzoska (do 1952 jako administrator)
- 1989-1995 ks. Jan Kozikowski
- 1995-2014 ks. Aleksander Ostrowski
- 2015-2022 ks. Wojciech Głogowski[2]
- od 2022 ks. Michał Glaza[3][4]